# Liste der Kulturdenkmäler in Niederkirchen bei Deidesheim
In der Liste der Kulturdenkmäler in Niederkirchen bei Deidesheim sind alle Kulturdenkmäler der rheinland-pfälzischen Ortsgemeinde Niederkirchen bei Deidesheim aufgeführt. Grundlage ist die Denkmalliste des Landes Rheinland-Pfalz (Stand: 19. Dezember 2024).

## Einzeldenkmäler
| Bezeichnung                        | Lage                                         | Baujahr                            | Beschreibung | Bild                           |
| ---------------------------------- | -------------------------------------------- | ---------------------------------- | --- | ------------------------------ |
| Friedhof                           | Friedhofstraße Lage                          |                                    | Friedhof im Westen und Süden alt ummauert; Friedhofskreuz, wohl aus den 1920er Jahren; Grabmal Michael Kopp († 1872), Gelbsandstein, von Gottfried Renn, Speyer. Der Grabstein wurde schon vor Jahren entfernt. | weitere Bilder Fotos hochladen |
| Katholische Pfarrkirche St. Martin | Hauptstraße 21 Lage                          | zweite Hälfte des 11. Jahrhunderts | Querhaus und Vierungsturm frühromanisch, zweite Hälfte des 11. Jahrhunderts, gotischer Chor um 1300, dreischiffiges Langhaus 1955, Architekt Lochner, Ludwigshafen; am Außenbau: - Kriegerdenkmal 1914/18; - Rotsandsteinskulptur, Anfang des 14. Jahrhunderts - spätbarockes Sandsteinkreuz, bezeichnet 1734, Wiederherstellung 1814, Metallkorpus aus dem späten 19. Jahrhundert                                    | weitere Bilder Fotos hochladen |
| Wohnhaus                           | Hauptstraße 44 Lage                          | 16. Jahrhundert                    | Wohnhaus eines Hakenhofs, im Kern spätgotisch, 16. Jahrhundert, teilweise massiv, teilweise Fachwerküberbauung, bezeichnet 1708 (?), Erkeranbau aus den 1920er Jahren; bei der Freitreppe frühmittelalterlicher Sarkophag | weitere Bilder Fotos hochladen |
| Spolie                             | Hauptstraße, an Nr. 46 Lage                  | 18. Jahrhundert                    | Schlussstein der ehemaligen Torfahrt, feinskulptierter Wappenschild, 18. Jahrhundert | weitere Bilder Fotos hochladen |
| Rat-, Schul- und Schwesternhaus    | Hauptstraße 49 Lage                          | 1907                               | ehemaliges Rat-, katholisches Schul- und Schwesternhaus; historisierender Zweiflügelbau, straßenseitig mit Walmdach, Jugendstil-Motive, in der Figurennische hl. Josef, 1907 | Fotos hochladen                |
| Figurennische                      | Hauptstraße, an Nr. 57 Lage                  | zweite Hälfte des 18. Jahrhunderts | Figurennische, reliefiert, zweite Hälfte des 18. Jahrhunderts | Fotos hochladen                |
| Torfahrt                           | Hauptstraße, an Nr. 60 Lage                  | um 1600                            | Torfahrt, Renaissance, um 1600 | Fotos hochladen                |
| Torfahrt                           | Hauptstraße, an Nr. 61 Lage                  | 1769                               | Torfahrt bezeichnet 1769; Figurennische, zweite Hälfte des 18. Jahrhunderts | BW                             |
| Hofanlage                          | Hauptstraße 82, 84, 86 Lage                  | 18. Jahrhundert                    | dreiflügeliges spätbarockes Doppelanwesen, 18. Jahrhundert; Nr. 82 spätbarockes Hochkeller-Doppelwohnhaus mit Krüppelwalmdach, bezeichnet 1761; Nr. 86 Wohnhaus, Mitte des 19. Jahrhunderts, auf älterem Keller, eventuell vor dem 18. Jahrhundert, Reste der spätgotischen Torfahrt, wohl aus dem 16. Jahrhundert; ehemalige Zehntscheune, Bruchsteinbau mit Krüppelwalmdach, 18. Jahrhundert; bauliche Gesamtanlage | weitere Bilder Fotos hochladen |
| Bildstock                          | Hauptstraße, Ecke Friedelsheimer Straße Lage | 1512                               | Bildstock, vorne bezeichnet 1512, rückseitig „ciriacuß•stvrzko•pff“ | weitere Bilder Fotos hochladen |
| Kriegerdenkmal                     | Hauptstraße, Ecke Hintergasse Lage           | um 1930                            | Kriegerdenkmal 1914/18 und 1939/45, um 1930 | weitere Bilder Fotos hochladen |
| Schmittburger Hof                  | Hintergasse 14/16 Lage                       | 18. Jahrhundert                    | spätbarockes Doppelwohnhaus, eingeschossiger Putzbau über Hochkeller, 18. Jahrhundert, im Kern wohl älter, Bruchstein-Scheune bezeichnet 1737, Toranlage bezeichnet 1747 | weitere Bilder Fotos hochladen |
| Figurennische                      | Hintergasse, an Nr. 35 Lage                  | Mitte des 19. Jahrhunderts         | Figurennische mit Hausfigur, Christus in der Rast, Mitte des 19. Jahrhunderts | weitere Bilder Fotos hochladen |
| Torpfosten                         | Hintergasse, an Nr. 41 Lage                  | 1578                               | Torpfosten, bezeichnet 1578 | weitere Bilder Fotos hochladen |
| Wohnhaus                           | Klostergasse 5/7 Lage                        | 1579                               | im Kern spätgotisches Doppelwohnhaus; Nr. 5 über romanischem Hochkeller, 12. oder 13. Jahrhundert, Abgang angeblich von 1579, Nr. 7 Erdgeschoss 1579; Ziehbrunnen 16. Jahrhundert | weitere Bilder Fotos hochladen |